# Beati possidentes
Beati possidentes, in italiano "beati coloro che posseggono", è una locuzione latina portata in voga da Otto von Bismarck con la quale si intende che è più facile far valere i propri diritti su qualcosa quando ne si è effettivamente in possesso. È altresì usata in riferimento alle persone agiate.